# Carneades hemileuca
Carneades hemileuca là một loài bọ cánh cứng trong họ Cerambycidae.